# تحت تعقیب (مجموعه‌ای تلویزیونی)
تحت تعقیب (انگلیسی: Wanted)نام یک مجموعه تلویزیونی است که سبک آن درام می‌باشد. این مجموعه برای اولین بار در شبکه سوم نت ورم در استرالیا در ۹ فوریه سال ۲۰۱۶ میلادی پخش شده است. فصل اول این مجموعه دارای ۶ قسمت می‌باشد که قرار است ۶ قسمت دیگر آن در سال ۲۰۱۷ میلادی ساخته شود. این فیلم در کوئیمزامد استرالیا به در هفته اول آن حدود ۵۲۷٬۷۶۸ دلار فروخته شد.